# Хронологія ірано-ізраїльського протистояння (2023)
Нижче наведено список подій під час ізраїльсько-іранської гібридної війни за 2023 рік.

## Січень
- 1 січня — ізраїльські ВПС завдали удару по міжнародному аеропорту Дамаску, вивівши його з ладу та вбивши трьох сирійських солдатів та двох несирійських бойовиків.
- 28 січня — невідомі БПЛА атакували іранський оборонний завод в Ісфагані, завдавши заводу матеріальних збитків, а того ж дня спалахнула пожежа на нафтопереробному заводі на північному заході країни. За даними The Wall Street Journal, відповідальність за удар несе Ізраїль.[1].
- 29 січня — невідомий літак атакував колону іранських вантажівок на контрольно-пропускному пункті Аль-Каїм на сирійсько-іракському кордоні. Наступного дня ще один авіаудар був завданий вантажівкою неподалік сирійсько-іракського кордону, який перевозив зброю та боєприпаси для іранських ополченців[2].

## Лютий
- 10 лютого — нафтовий танкер Campo Square ("Кемпо Сквер"), що належить компанії "Зодіак", власником якої є ізраїльський мільярдер Еяль Офер, був атакований в Аравійському морі. В атаці були задіяні іранські судна та безпілотники-камікадзе. Як уточнюється, це сталося в Перській затоці, коли судно випливало з Сінгапуру до Фуджейри (ОАЕ). Високопоставлені американські військові вважають, що за атакою стоїть іранський Корпус вартових ісламської революції. За даними американського джерела, під час атаки використовувалися іранські Shahed-136[3].
- 18 лютого — в результаті авіаудару Ізраїлю[en] по провінції Дамаск за данними SOHR загинуло 15 людей, у тому числі як мінімум двоє мирних жителів. Повідомлялося, що серед загиблих був полковник Амджад Алі[4].

## Березень
- 12 березня — місто Масьяф на заході Сирії зазнало денних авіаударів Ізраїлю. Троє солдатів отримали поранення[5].
- 31 березня — внаслідок ізраїльського удару неподалік Дамаска загинув офіцер КВІР. Через два дні від ран, отриманих внаслідок удару, помер ще один член КВІР[6].

## Квітень
- 4 квітня — в результаті авіаударів Ізраїлю поблизу Дамаска загинули двоє сирійських мирних жителів[7].
- 6 квітня — з Лівану по Ізраїлю було випущено десятки ракет[en], внаслідок чого трьох ізраїльських мирних жителів було поранено. Уряд Ізраїлю заявив, що ракети були випущені палестинськими угрупованнями ХАМАС і Палестинським ісламським джихадом зі схвалення Хезболли[8].

## Червень
- 14 червня — Ізраїль завдав удару по військових складах, що належать проіранським ополченцям, неподалік аеропорту Дамаска та району на південний захід від сирійської столиці.[9].

## Серпень
- 6 серпня — четверо солдатів сирійської урядової армії було вбито і ще четверо поранено в результаті авіаударів Ізраїлю по Дамаску. Повідомляється також про матеріальний урон[10].
- 28 серпня — Ізраїль завдав авіаудару міжнародного аеропорту Алеппо, вивівши його з ладу.[11].

## Вересень
- 26 вересня — у місті Хорремабад на заході Ірану пролунав потужний вибух. В цьому місті знаходиться велика ракетна база Корпусу вартових ісламської революції (КВІР), яка носить ім'я Імама Алі. Деякі спостерігачі, припустили, що інцидент міг бути успішною операцією ізраїльського «Моссаду»[12].
- 27 вересня — «Шин Бет» заарештувала осередок з п'яти осіб, що складається з трьох палестинців і двох громадян Ізраїлю, який, як стверджували співробітники служби безпеки, був очолюваним Іраном осередком, який збирав розвіддані з метою вбивства ізраїльського міністра Ітамара Бен-Гвіра та активіста Єгуду Гліка[13].

## Жовтень
- 3 жовтня — Ізраїль завдав авіаударів провінцією Дейр-ез-Зор на сході Сирії, внаслідок чого щонайменше двох солдатів було поранено і завдано матеріальних збитків[14].
- 7 жовтня — бойовики палестинських збройних угруповань, найбільшим з яких є ХАМАС, вторглися до Ізраїлю з сектора Газа, прорвавши бар'єр між сектором Газа та Ізраїлем і проникнувши в сусідні та на військові об'єкти. Вторгнення почалося рано вранці 7 жовтня з ракетного обстрілу Ізраїлю із сектора Газа (від 2,5 до 5 тис. ракет), внаслідок чого загинули щонайменш п'ятеро людей, та подальшого проникнення понад 2500 бойовиків із землі, моря та повітрям на ізраїльську територію, включаючи прикордонні кібуци та місто Сдерот[15].
- 8 жовтня;
  - в Газі було знищено одного з лідерів ХАМАС Аймана Юніса, його тіло було знайдено під руїнами його будинку в Газі[16][17].
  - вранці «Хезболла» почала обстрілювати ракетами та снарядами із ізраїльських позицій на фермах Шебаа. ЦАХАЛ відповів ударами безпілотників та артилерійським обстрілом позицій «Хезболли» поблизу ізраїльсько-ліванського кордону. В результаті двоє ліванських дітей отримали поранення осколками скла[18]
- 10 жовтня — «Хезболла» та ЦАХАЛ знову розпочали перестрілку. «Хезболла» випустила ракетний залп Ізраїлем, а палестинські угруповання атакували ЦАХАЛ. «Хезболла» випустила протитанкову керовану ракету по ізраїльській військовій машині в районі Авівіма, що спровокувало удар у відповідь від ізраїльського вертольота[19].
- 12 жовтня — Ізраїль атакував злітно-посадкові смуги в двох міжнародних аеропортах Алеппо та Дамаска, що змусило пасажирський літак Airbus A340-300 з міністром закордонних справ Ірану Хосейном Аміром-Абдоллахіаном на борту, який здійснював дипломатичне турне до Сирії, Лівану, Іраку, приземлитися в Багдаді замість Дамаска[20].
- 16 жовтня — Цахал ліквідував командира «південного округу» ХАМАСу[21]. Представник військового крила Хамасу заявив, що вони готові звільнити заручників, «як тільки дозволять умови на місцях»[22].

- 22 жовтня;
  - ізраїльські літаки завдали удару по аеропортах Алеппо і Дамаска, внаслідок чого обидва аеропорти були виведені з ладу. Загинули двоє сирійських співробітників метеорологічної служби, яка базується в аеропорту Дамаска[23].
  - армія оборони Ізраїлю ліквідувала заступника начальника артилерійськими силами бойовиків ХАМАС Мухаммеда Катмаша, який, як вважається, відіграв ключову роль в атаках на Ізраїль, повідомляє пресслужба ЦАХАЛу[24].
- 25 жовтня — вдень Ізраїль бомбардував вчетверте за два тижні сирійський аеропорт Алеппо, який того дня мав відкритися після ремонту. Раніше в той же день вночі ізраїльські ракети атакували сирійські військові об'єкти у південній провінції Дар'а, поблизу йорданського кордону, убивши вісім сирійських солдатів та поранивши ще семеро. Атака була націлена на 12 бронетанкову бригаду[en] сирійської армії в Ізрі та військовий штаб у районі Карфи. Ізраїльська армія визнала авіаудари, заявивши, що вони були відповіддю на дві ракети, випущені з Сирії по колоніях на окупованих Голанських висотах[25][26].

## Листопад
- 1 листопада — «Хезболла» завдала кількох ударів протитанковими керованими ракетами по Йіфті[27].
- 8 листопада — повідомляється, що 8 листопада сили Ізраїлю та США завдали окремі авіаудари по підтримуваних Іраном ополченцям у Сирії, внаслідок чого загинуло 12 бойовиків[28].
- 22 листопада — за даними сирійських ЗМІ, ізраїльські військові літаки випустили дві ракети з Голанських висот по об'єкту неподалік Дамаска, внаслідок чого було завдано матеріальних збитків, але ніхто не постраждав[29].

## Грудень
- 2 грудня — палестинський лікар із російським громадянством Маджед Хассуна загинув внаслідок ізраїльського авіаудару по місту Газа. За словами його кузена, снаряд потрапив у будинок батька лікаря в районі Шеджая. Громадянин РФ працював у лікарні "Камал Адван" на півночі анклаву[30].
- 8 грудня — син високопоставленого командира «Хезболли» та ще четверо бойовиків було вбито внаслідок ізраїльського авіаудару на півдні Сирії[31].
- 18 грудня — іранські ЗМІ повідомили про збої на 60% автозаправних станціях по всій країні після кібератаки з боку проізраїльського хакерського угрупування Predatory Sparrow[32].
- 20 грудня — чотири ракети були випущені з Сирії по окупованим Ізраїлем Голанським висотам. У відповідь ЦАХАЛ обстріляв джерело вогню та націлився на позиції сирійської армії[33].
- 25 грудня — Сайєд Разі Мусаві, вищий командувач і старший радник КВІР, був убитий внаслідок ізраїльського авіаудару поблизу Дамаску[34][35].
- 29 грудня — Іран стратив чотирьох людей за підозрою у шпигунстві на користь Моссада і заарештував ще кількох людей[36].
- 30 грудня — внаслідок трьох нічних ударів по сирійсько-іракському кордоні було вбито шістьох бойовиків, яких підтримував Іран, зокрема четверо з «Хезболли». За даними сирійської опозиції, удари були спрямовані по конвою та складу зброї[37].